# Kees Raedts
Cornelis Ernestus Petrus Maria (Kees) Raedts (Venray, 8 mei 1898 – Heerlen, 9 april 1983) was een Nederlands ingenieur, directeur, politicus en historicus. Hij werkte bij de Oranje-Nassau mijnen en daarnaast was hij politicus van de Roomsch-Katholieke Staatspartij en Katholieke Volkspartij. Hij was bijna veertig jaar raadslid van Heerlen, negen jaar wethouder, twaalf jaar lid van de Limburgse Provinciale Staten, zes jaar lid van de Eerste Kamer en drie jaar lid van het Europees Parlement.

## Levensloop

### Ingenieur en directeur
Na afronding van de hogereburgerschool aan Rolduc (1910-1915) ging Raedts mijnbouwkunde studeren aan de Technische Hogeschool Delft. Na zijn afstuderen in 1921 ging hij aan het werk bij de Oranje-Nassaumijnen. Zijn voorgangers en collega ingenieurs hadden gestudeerd in Luik of Aken. Raedts was de eerste mijnbouwingenieur met een Nederlandse opleiding.
Raedts maakte snel carrière. Hij begon in 1921 als adjunct-ingenieur. In 1923 werd hij bedrijfsingenieur op de Oranje Nassau IV (Heksenberg) en in 1929 stapte hij over naar de III (Heerlerheide). In 1945 werd hij hoofdingenieur op de ON I en in april 1949 werd hij hoofdbedrijfsingenieur van de vier Oranje-Nassau Mijnen. In juni 1950 werd hij, als eerste Limburger, directeur. Ondertussen was hij bestuurslid van de Mijnindustrieraad. In 1961 vierde hij zijn veertigjarig jubileum en drie jaar later ging hij met pensioen.
Raedts bleef betrokken bij zijn vakgebied. Voor zijn pensionering had hij al artikelen geschreven over de geschiedenis van de mijnbouw, de mijnwetgeving en de moderne(re) mijnbouw. Na zijn pensionering schreef hij een standaardwerk over de steenkolenmijnbouw in Limburg, dat in 1974 werd gepubliceerd. Hij had tot 1981 een uitgebreide documentatie in huis over de Limburgse en buitenlandse mijnbouw.

### Politicus en bestuurder
Parallel aan zijn werk was hij vanaf 1927 tot 1966 raadslid van Heerlen, vanaf 1932 negen jaar wethouder. Van 1954 tot 1966 zat hij in de Provinciale Staten van Limburg. Van 1963 tot 1969 zat hij namens de Katholieke Volkspartij in de Eerste Kamer der Staten Generaal. Tussen 1967 en 1970 was Raedts lid van het Europees Parlement. Hij zat ook in het NATO-parlement en de Interparlementaire Beneluxraad.
Andere functies die hij bekleedde waren voorzitter Stichting Mijnmuseum, voorzitter Stichting Limburgs Symfonie Orkest, voorzitter van de Heerlense Schouwburg, bestuurslid Het Nederlandse Rode Kruis, bestuurslid bejaardencentrum Douvenrade (zijn vrouw overleed daar), Toneelacademie Maastricht, voorzitter Sociaal Historisch Centrum te Maastricht (het huidige Tracé - Limburgs Samenlevingsarchief) etc.. Zijn tussen 1938 en 1977 opgebouwd archief, met een lengte van 4,62 meter, is door Tracé overgenomen.

## Onderscheidingen
In 1938 werd Raedts benoemd tot ridder in de Orde van de Kroon van Italië. Bij zijn dertigjarig jubileum bij de Oranje-Nassau mijnen in 1951, werd Raedts benoemd tot officier in de Orde van Oranje Nassau. Bij zijn veertigjarig jubileum in 1961 werd hij benoemd tot ridder in zowel de Orde van de Nederlandse Leeuw als de Orde van Sint-Gregorius de Grote. In 1971 werd Raedts benoemd tot commandeur in de Orde van Leopold II.
Raedts werd ereburger van de gemeente Schaesberg in 1961, en van Heerlen in 1964, bij zijn afscheid van de ON-mijnen. In 1969 kreeg hij de Waterschoot Van der Gracht-penning van het Koninklijk Nederlands Geologisch Mijnbouwkundig Genootschap. In 1956 kreeg hij de Culturele prijs Limburg als prominent bevorderaar van de Limburgse cultuur. Hiervoor kreeg hij in 1970 ook nationale erkenning, middels de Zilveren Anjer die hem door prins Bernhard werd opgespeld.
In 1959 werd Raedts geïnstalleerd als erevoorzitter van de Katholieke Academische Vereniging Alcuinus, voor Nederlandse studenten aan de Technische Hochschule in Aken. Bij dezelfde gelegenheid werd Nobelprijswinnaar Peter Debye gehuldigd als beschermheer van Alcuinus. Raedts ontving de gasten bij hem thuis. Pianist Math Niël, vader van de initiatiefnemer van Alcuinus, verzorgde de muzikale omlijsting.

## Persoonlijk
Raedts stamt uit een familie van schapenhandelaren. Grootvader Cornelis Raedts (1821-1896) en vader Louis (1860-1907) hadden een leidende rol in de Venrayse schaapscompagnieën, waarin ook families Poels, Wismans, Camps en Trynes deelnamen. De schapen werden opgekocht in grote delen van Europa, Argentinië en Canada, en verhandeld in Rijsel, Parijs en Londen. In Duitsland werd gehandeld onder de naam C. Raedts en Co.
Raedts was de oudste zoon van Gerarda Henrica Maria van den Bosch en schapenhandelaar Lodewijk Johannes Raedts, die in 1907 overleed. Kees Raedts trouwde in 1922 met Sophia Maria Antonia (Sophie) Ruemkens. Hij overleed op 84-jarige leeftijd aan de gevolgen van een verkeersongeluk te Heerlen.
Raedts had twee broers die ook in Delft hadden gestudeerd. Broer Ernest (Jacobus Ernestus Maria Sylvester Raedts) volgde dezelfde studies als Kees en werkte ook bij de Oranje Nassaumijnen. Hij moderniseerde vanaf 1949 de ON II. In 1957 werd hij benoemd tot hoofdingenieur. Zijn zoon Peter Raedts werd jezuïet, priester en historicus. Een andere broer, L.J.P.M. Raedts, studeerde civiele techniek in Delft en werd hoofdingenieur-directeur van de Limburgse Provinciale Waterstaat.
- Biografisch Portaal: 18750963
- International Standard Name Identifier: 0000 0003 9813 9571
- Nederlandse Thesaurus van Auteursnamen: 070446369
- Parlement.com: vg09ll5i3dxw
- Virtual International Authority File: 306162981
- WorldCat: E39PBJtcFRb8yr7txWFVJmBVmd